# Lise Legrand
Pour les articles homonymes, voir Legrand.
Lise Legrand, née le 4 septembre 1976 à Boulogne-sur-Mer, est une lutteuse et dirigeant sportive française.
Médaillée de bronze aux Jeux olympiques d'Athènes, elle est devenue après sa carrière sportive vice-présidente de la Fédération française de lutte et disciplines associées (FFLDA) et membre de la commission des athlètes de la Fédération internationale. À ce titre, elle a participé à la défense de son sport qui risquait l'exclusion du programme olympique en prenant la parole devant les membres du CIO le 8 septembre 2013 à Buenos Aires lors de leur 125e session.
Elle préside depuis le 21 décembre 2024 la FFLDA.
Elle est licenciée à l'Entente Lutte Côte d'Opale.

## Biographie
Elle a participé aux Jeux olympiques d'été de 2004 à Athènes dans la catégorie des - de 63 kilos de lutte libre où elle remporta une médaille de bronze. Elle remporte ainsi la seconde médaille française de l'histoire dans une discipline qui est apparue dans le programme olympique lors de ces mêmes Jeux olympiques. L'autre médaille française a été obtenue par Anna Gomis. Outre sa récompense olympique, Lise Légrand a un palmarès international riche de 2 titres mondiaux et 4 couronnes européennes. Elle remporte vingt titres de championne de France.
Le 21 décembre 2024, Lise Legrand est élue Présidente de la Fédération française de lutte et disciplines associées.
Elle est l'épouse du lutteur David Legrand.

## Palmarès

### Jeux olympiques
- Médaille de bronze dans la catégorie des - de 63 kilos aux Jeux olympiques d'Athènes en 2004.

### Championnats du monde
- Médaille d'or en lutte libre (62 kg) en 1997
- Médaille d'or en lutte libre (70 kg) en 1995
- Médaille d'argent en lutte libre (67 kg) en 2002
- Médaille de bronze en lutte libre (70 kg) en 1996

### Championnats d'Europe
- Médaille d'or en lutte libre (67 kg) en 2003
- Médaille d'or en lutte libre (67 kg) en 2002
- Médaille d'or en lutte libre (68 kg) en 2000
- Médaille d'or en lutte libre (68 kg) en 1999
- Médaille d'argent en lutte libre (67 kg) en 2004
- Médaille d'argent en lutte libre (68 kg) en 2001
- Médaille de bronze en lutte libre (67 kg) en 2005
- Médaille de bronze en lutte libre (62 kg) en 1997
- Médaille de bronze en lutte libre (70 kg) en 1996

### Championnats de France de lutte
- 20 titres

## Distinctions
- Chevalier de l'ordre national du Mérite (décret du 24 septembre 2004)
- Gloire du sport en 2023[3].